# Campionato del mondo femminile di scacchi rapidi 2023
Il Campionato del mondo femminile di scacchi rapidi 2023 (nome ufficiale FIDE Women's World Rapid Championship 2023) è stato la 10ª edizione ufficiale dei mondiali rapid femminili. Il torneo si è disputato a Samarcanda, in Uzbekistan dal 26 al 28 dicembre 2023. L'evento si è tenuto in cocomitanza con il corrispettivo assoluto e ha preceduto i mondiali lampo assoluto e femminile.

## Formula
Il torneo era composto di 11 turni a sistema svizzero con quindici minuti di tempo a disposizione per ciascuna giocatrice e dieci secondi di incremento a mossa.
Potevano partecipare all'evento:
1. Coloro che avevano raggiunto almeno i 2 250 punti Elo FIDE in una delle tre cadenze "Standard", "Rapid" e "Blitz";
2. Tutte le campionesse nazionali in carica a qualsiasi cadenza;
3. Invitate dalla FIDE fino a un massimo di dieci;
4. Invitate dall'organizzatore per un massimo di dieci.

### Spareggi
- Per stabilire le posizioni diverse dalla prima si sarebbe ricorso rispettivamente ai seguenti spareggi tecnici:[3]
  1. Buchholz tagliato;
  2. Buchholz totale;
  3. AROC 1;[N 1]
  4. Scontri diretti, classifica avulsa;
  5. Sorteggio.

- Per stabilire la vincitrice del torneo con le prime in classifica a pari merito si sarebbe ricorso a degli spareggi play-off.

### Montepremi
Il montepremi totale era di USD 150 000, così suddivisi:
| P. | Premio     | P.        | Premio    |
| -- | ---------- | --------- | --------- |
| 1º | 40 000 USD | 7º        | 6 000 USD |
| 2º | 30 000 USD | 8º        | 5 000 USD |
| 3º | 20 000 USD | 9º        | 4 000 USD |
| 4º | 15 000 USD | 10º       | 3 000 USD |
| 5º | 10 000 USD | 11º-15º   | 2 000 USD |
| 6º | 7 000 USD  | 7 000 USD | 7 000 USD |